# حزب بلشویک (کردستان شمالی-ترکیه)
حزب بلشویک (کردستان شمالی-ترکیه) (به تُرکی: Bolşevik Parti (Kuzey Kürdistan-Türkiye), BP(KK-T)) یک سازمان سیاسی است که با مشی کمونیستی در کشور ترکیه به صورت مخفی به فعالیت می‌پردازد. این حزب در سال ۱۹۸۱ از حزب کمونیست ترکیه/مارکسیست-لنینیست انشعاب کرد و در ابتدا حزب کمونیست ترکیه/مارکسیست-لنینیست (بلشویک) نام داشت.

## تاریخچه
حزب کمونیست ترکیه/مارکسیست-لنینیست در سال ۱۹۷۲ توسط ابراهیم کایپاک‌کایا تأسیس شد که خودش نیز پیشتر در حزب کارگران و دهقانان انقلابی ترکیه عضویت داشت. به دنبال توافق نظامی سال ۱۹۷۱ حکومت ترکیه جنبش کمونیستی را در این کشور سرکوب کرد. کایپاک‌کایا و چندین نفر از همکارانش دستگیر شدند و تشکیلات حزب نابود شد. کایپاک‌کایا در سال ۱۹۷۳ بر اثر شکنجه در زندان درگذشت.
خزب ازهم‌پاشیده بین سال‌های ۱۹۷۳ و ۱۹۷۸ از نو سازمان‌دهی شد. کنگرۀ نخست حزب در ۱۹۷۸ برگزار شد. در سال ۱۹۸۱ نیز کنگرۀ دوم سازماندهی شد. حلقه‌های حزبی بین سال‌های ۱۹۷۸ تا ۱۹۸۱ عمیقاً درگیر مباحثات ایدئولوژیک شدند و با همتایان آلمانی و اتریشی خود ارتباط برقرار کردند. در نتیجۀ‌این مباحثات دو خط متفاوت شکل گرفت که با نام‌های بلشویک و منشویک پدیدار شد.
به گفتۀ بلشویک‌ها، منشویک‌ها به رغم در اقلیت بودن، جلسات مخفیانه‌ای برگزار کرده و کنترل حزب را در دست گرفتند. در نتیجه بلشویک‌ها تصمیم به انشعاب گرفته و حزب بلشویک (کردستان شمالی-ترکیه) را تأسیس کردند.

## اساس‌نامه
اساس‌نامۀ حزب (که قوانین حزبی نیز نامیده می‌شود) عضویت، اصول سازمانی سانترالیسم دموکراتیک، ساختار حزبی، انضباط حزبی و منابع مالی حزب را تنظیم می‌کند.

## فعالیت‌ها
هدف نهایی حزب بلشویک (کردستان شمالی-ترکیه) انجام انقلاب در ترکیه است. با این وجود حزب فاقد ظرفیت لازم برای رسیدن به این هدف به نظر می‌رسد. فعالیت‌های سیاسی حزب محدود به سازمان‌دهی تظاهرات و انجام پروپاگاندا بوده‌است.
حزب خودش را بخشی از جنبش کمونیستی بین‌المللی می‌داند و در همایش بین‌المللی احزاب و سازمان‌های مارکسیست–لنینیست (نشریه بین‌الملل) مشارکت می‌کرد. حزب بلشویک (کردستان شمالی-ترکیه) هم‌اکنون نیز در کمیته هماهنگی بین‌المللی احزاب و سازمان‌های انقلابی (ایکور) عضویت دارد.
حزب بلشویک همچنین اهمیت ویژه‌ای به سازمان‌دهی زنان می‌دهد.
حزب نسبت به اعتصاب غذاهای منجر به مرگ که در اعتراض به شرایط زندان‌های ترکیه انجام می‌شود به دلایل تاکتیکی موضعی انتقادی دارد.
بر اساس اطلاعات موجود در وب‌سایت حزب، سه نشریه توسط حزب بلشویک منتشر می‌شود که پارتیزان بلشویک، ستارۀ بلشویک (به زبان کُردی) و انقلاب بلشویکی نام دارند. حزب همچنین هشت کتاب/کتابچه منتشر کرده و برخی شماره‌های ویژۀ پارتیزان بلشویک نیز به موضوعات خاصی اختصاص یافته‌است.

## وضعیت قرار گرفتن در فهرست گروه‌های تروریستی
حزب کمونیست ترکیه/مارکسیست-لنینیست که حزب بلشویک (کردستان شمالی-ترکیه) از آن منشعب شده‌است توسط دپارتمان عملیات‌ها و ضدتروریسم ادارۀ کل امنیت ترکیه در فهرست ۱۲ سازمان تروریستی فعال در ترکیه قرار داده شده‌است. حزب مزبور شاخۀ نظامی‌ای با نام ارتش آزادیبخش کارگران و دهقانان ترکیه (تیککو) دارد. با این وجود حزب بلشویک (کردستان شمالی-ترکیه) دارای چنان شاخۀ مسلحی نیست و در فهرست گروه‌های تروریستی نیز قرار داده نشده‌است.